# Miguel Muñoz Pantoja
Miguel Muñoz Pantoja, (Junín, Perú, 10 d'octubre de 1975), és un jugador d'escacs peruà, instal·lat a Barcelona, que representa actualment la Federació Espanyola, i té el títol de Gran Mestre, des de 2012.
A la llista d'Elo de la FIDE del novembre de 2022, hi tenia un Elo de 2366 punts, cosa que en feia el jugador número 13 (en actiu) del Perú. El seu màxim Elo va ser de 2510 punts, a la llista de setembre de 2011 .

## Resultats destacats en competició
Va ser subcampió d'Espanya absolut l'any 2012, per darrere del GM Julen Arizmendi. També el 2012, fou Campió de Catalunya absolut, per davant de Marc Narciso; anteriorment, havia estat subcampió de Catalunya, el 2005.
Ha sigut un cop Campió de Catalunya d'escacs ràpids, l'any 2010, i subcampió en dues ocasions, els anys 2006 i 2009. Campió de l'Obert de Martorell el 2008. Subcampió de l'Obert Internacional Actiu de Santa Coloma de Queralt en tres ocasions (2005, 2008 i 2012). Subcampió de l'Obert Internacional Vila de Sitges el 2005 i 2011. El juny de 2011 fou subcampió del IV Obert Internacional de Mollet amb 7½ punts, mig punt per darrere d'Omar Almeida. El 2012 a la XXIXa edició de l'Obert Internacional d'escacs actius Ciutat de Manresa hi fou cinquè (el campió fou José Carlos Ibarra).
El juliol de 2013 fou campió de l'Obert de Torredembarra amb 7½ punts de 9, els mateixos punts que Jorge A. González Rodríguez però amb millor desempat. Guanyà l'Obert de Rubí d'escacs actius els anys 2013 i 2014.
El maig 2015 fou campió del III Open Internacional Blitz de Montcada per davant de l'MI Robert Alomà. El juny de 2015 fou campió de l'Obert Ciutat de Rubí amb 7½ punts de 9, els mateixos punts que Jonathan Cruz però amb millor desempat. El juliol de 2015 fou segon de l'Obert d'Olot amb 7½ punts de 9 (el campió fou Fernando Peralta). L'agost de 2015 fou segon a l'Obert de La Pobla de Lillet amb 7 punts de 9, empatat amb el primer classificat Lázaro Lorenzo de la Riva. El desembre de 2015 fou campió del Memorial David Garcia Ilundain de partides ràpides.
El juny de 2016 fou tercer classificat a l'Obert d'actius Santa Coloma de Queralt (el campió fou Fernando Peralta). El juny de 2016 fou campió de Memorial Josep Lorente en solitari amb 8 punts de 9 partides. L'agost del 2016, a Linares, fou cinquè al campionat d'Espanya amb 7 punts (el campió fou Paco Vallejo).